# Hydriomena marinata
Hydriomena marinata är en fjärilsart som beskrevs av Barnes och Mcdunnough 1917. Hydriomena marinata ingår i släktet Hydriomena och familjen mätare. Inga underarter finns listade i Catalogue of Life.